# Upsher Green
Upsher Green – osada w Anglii, w hrabstwie Suffolk, w dystrykcie Babergh, w civil parish Great Waldingfield. Leży 25 km na zachód od miasta Ipswich i 89 km na północny wschód od Londynu.